# Rohrau
Rohrau és una ciutat ubicada a la Baixa Àustria, Àustria. El 8,66% de la terra està coberta de boscos, la resta es fa servir per a l'agricultura. És una localitat d'atractiu turístic pel músic Joseph Haydn, que hi va néixer i que és recordat en una casa-museu. Rohrau també rep turistes per la Col·lecció Harrach de pintura antiga, que s'alberga en l'Schloss Harrach, palau-castell de la família aristocràtica Harrach.